# Haageocereus platinospinus
Haageocereus platinospinus är en kaktusväxtart som först beskrevs av Erich Werdermann och Curt Backeberg, och fick sitt nu gällande namn av Curt Backeberg. Haageocereus platinospinus ingår i släktet Haageocereus och familjen kaktusväxter. Inga underarter finns listade i Catalogue of Life.